# Lista de telenovelas internacionais da RTP1
Após a Revolução dos Cravos, a RTP1, pelas mãos de Carlos Cruz, descobriu um dos produtos que mais fazia sucesso na América Latina naquela altura: a telenovela. A partir de 1977, passou a emitir regularmente algumas importadas do Brasil, que rapidamente se revelaram bem-sucedidas. Ao longo dos anos, a RTP1 transmitiu telenovelas de várias nacionalidades: brasileiras, mexicanas, venezuelanas, angolanas e ainda uma argentina e uma outra italiana.
Durante oito anos (entre 1994 e 2002), a RTP1 manteve um contrato com a Televisa) para a exibição dos seus folhetins e, durante dezassete (entre 1977 e 1994), com a TV Globo, que apenas terminou com a assinatura de um contrato de exclusividade entre a Globo e a SIC. Com o Brasil, a RTP co-produziu algumas telenovelas: em 1992, Pedra sobre Pedra, em parceria com a TV Globo; em 1995, 1996, 1998 e 2006, A Idade da Loba, O Campeão, Perdidos de Amor e Paixões Proibidas, respetivamente, todas elas em parceria com a Band.

## Telenovelas brasileiras

### Década de 1970
- 1977 - Gabriela (TV Globo)
- 1977-1978 - O Feijão e o Sonho (TV Globo)
- 1978 - O Casarão (TV Globo)
- 1978 - Escrava Isaura (TV Globo)
- 1978-1979 - O Astro (TV Globo)
- 1979-1980 - Dancin' Days (TV Globo)
- 1979-1980 - Sinhazinha Flô (TV Globo)

### Década de 1980
- 1980-1981 - Dona Xepa (TV Globo)
- 1981 - Água Viva (TV Globo)
- 1981-1982 - Olhai os Lírios do Campo (TV Globo)
- 1982 - Ciranda de Pedra (TV Globo)
- 1982 - Baila Comigo (TV Globo)
- 1982-1983 - Cabocla (TV Globo)
- 1983 - Pai Herói (TV Globo)
- 1984 - O Bem-Amado (TV Globo)
- 1984-1985 - Guerra dos Sexos (TV Globo)
- 1985-1986 - A Sucessora (TV Globo)
- 1985-1986 - Louco Amor (TV Globo)
- 1986 - Corpo a Corpo (TV Globo)
- 1986-1987 - Vereda Tropical  (TV Globo)
- 1987 - Cambalacho (TV Globo)
- 1987-1988 - Dona Santa (Band)
- 1987 - Tudo ou Nada (Rede Manchete)
- 1987-1988 - Roque Santeiro (TV Globo)
- 1988 - Brega e Chique (TV Globo)
- 1988-1989 - Selva de Pedra (TV Globo)
- 1989 - Amor com Amor Se Paga (TV Globo)
- 1989 - Sassaricando (TV Globo)
- 1989 - Vale Tudo (TV Globo)
- 1989-1990 - Fera Radical (TV Globo)
- 1989-1990 - Meu Pé de Laranja Lima (Band)

### Década de 1990
- 1990 - A Gata Comeu (TV Globo)
- 1990 - Roda de Fogo (TV Globo)
- 1990-1991 - Top Model (TV Globo)
- 1990-1991 - Tieta (TV Globo)
- 1990-1991 - Kananga do Japão (Rede Manchete)
- 1991 - Sassá Mutema (TV Globo)
- 1991-1992 - Araponga (TV Globo)
- 1991-1992 - Final Feliz (TV Globo)
- 1991-1992 - Rainha da Sucata (TV Globo)
- 1991-1992 - Lua Cheia de Amor (TV Globo)
- 1992 - Meu Bem, Meu Mal (TV Globo)
- 1992-1993 - Pedra sobre Pedra (TV Globo)
- 1992-1993 - Felicidade (TV Globo)
- 1992-1993 - Mico Preto (TV Globo)
- 1993 - Bebé a Bordo (TV Globo)
- 1993-1994 - O Dono do Mundo (TV Globo)
- 1993-1994 - Despedida de Solteiro (TV Globo)
- 1993-1994 - O Sexo dos Anjos (TV Globo)
- 1994 - Mandala (TV Globo)
- 1994-1995 - A História de Ana Raio e Zé Trovão (Rede Manchete)
- 1994 - Perigosas Peruas (TV Globo)
- 1994-1995 - Fera Ferida (TV Globo)
- 1994-1995 - 74.5 - Uma Onda no Ar (Rede Manchete)
- 1995 - Corpo Santo (Rede Manchete)
- 1995-1996 - A Idade da Loba (Band)
- 1995 - Cortina de Vidro (SBT)
- 1995-1996 - Pantanal (Rede Manchete) [Reposição]
- 1995 - Kananga do Japão (Rede Manchete) [Reposição]
- 1996 - 1997 - O Campeão (Band)
- 1996 - Pedra Sobre Pedra [reposição] (TV Globo)
- 1997 - Antônio Alves, Taxista (SBT)
- 1997-1998 - Carmem (Rede Manchete)
- 1998-2000 - Chiquititas (SBT)
- 1998 - Perdidos de Amor (Band)

### Década de 2000
- 2000-2001 - Marcas da Paixão (RecordTV)
- 2000-2001 - Vidas Cruzadas (RecordTV)
- 2000-2001 - Meu Pé de Laranja Lima (Band)
- 2001-2002 - Pedra Sobre Pedra [reposição] (TV Globo)
- 2001-2002 - Pícara Sonhadora (SBT)
- 2002 - Amor e Ódio (SBT)
- 2002-2003 - Marisol (SBT)
- 2005-2006 - A Escrava Isaura (RecordTV)
- 2006 - Essas Mulheres (RecordTV)
- 2006-2007 - Os Ricos também Choram (SBT)
- 2007 - Os Ossos do Barão (SBT)
- 2007-2008 - Prova de Amor (RecordTV)
- 2008-2009 - Amor e Intrigas (RecordTV)
- 2009-2010 - Chamas da Vida (RecordTV)
- 2009-2010 - Sangue do Meu Sangue (SBT)

### Década de 2010
- 2010-2011 - Poder Paralelo (RecordTV)
- 2010-2011 - Ribeirão do Tempo (RecordTV)
- 2011 - Revelação (SBT)
- 2011-2012 - O Direito de Nascer (SBT)
- 2012-2013 - Vidas em Jogo (RecordTV)
- 2013 - Éramos Seis (SBT)

### Década de 2020
- 2023-2024 - Topíssima (RecordTV)
- 2024 - Escrava Mãe (RecordTV)
- 2024-2025 - Amor Sem Igual (RecordTV)

## Telenovelas Mexicanas

### Década de 1990
- 1994 - Prisioneira do Amor
- 1995 - O Avô e Eu
- 1995 - Coração Selvagem
- 1995 - Sonhos de Mulher
- 1995 - Marimar
- 1995 - Maria José
- 1996 - Caminos cruzados
- 1996 - Império de Cristal
- 1996 - Uma Promessa de Amor[1]
- 1996 - Rosto de Mulher[2]
- 1996 - Azul
- 1997 - Alondra
- 1997 - Força de Mulher
- 1998 - Maria do Bairro
- 1998-1999 - Esmeralda
- 1999 - Nas Asas do Destino
- 1999-2000 - A Usurpadora

### Década de 2000
- 2000 - A Preciosa
- 2000 - A Mentira
- 2000-2001 - Rosalinda
- 2001 - Ramona
- 2001-2002 - Privilégio de Amar
- 2001-2002 - Carita de Anjo

## Telenovelas Venezuelanas

### Década de 1970
- 1979 - Barbara

### Década de 1990
- 1994 - A Traidora

## Telenovela Argentina

### Década de 1990
- 1997 - Uma Estranha Dama (Canal 9)

## Telenovelas Angolanas

### Década de 2010
- 2013 - Windeck: O Preço da Ambição (TPA)
- 2015 - Jikulumessu: Abre o Olho (TPA)

## Telenovela Italiana

### Década de 1990
- 1995-1996 - Edera

## Telenovela Americana
- 1994-1999 - Malha de Intrigas